# 吳阿衡
吴阿衡（1586年—1638年），字平子，號隆媺、隆徽，河南裕州（今方城县）人。明末官员，官至蓟辽总督。

## 生平
万历四十六年（1618年）戊午科河南鄉試第六十二名舉人，四十七年（1619年）联捷己未科进士，刑部觀政，四十八年任山东淄川县知县，天啓元年（1621年）调历城县。当时，白莲教众数万攻历城，吴阿衡设伏兵败敌，因功获钦锡盔甲及御制“忠”字。天啓四年父亲去世丁憂，吴阿衡因劾魏忠贤，遭到阉党嫉恨，因丁忧去职免祸。守孝期间，协助城防，抵御农民军。崇祯元年（1628年）考选，授湖广道监察御史，巡按陕西。二年革职。
崇祯三年起复原职，任順天巡按御史，五年丁憂歸。八年起升山西河东（蒲州）副使。崇禎九年（1636年）升兵部侍郎，蓟辽总督、保定军务，节制宁远、山海、顺天三处巡抚。崇祯十一年（1638年）秋，清兵破墙子岭、青山口入关，吴阿衡连战五昼夜，兵败被俘，誓死不降，九月二十一日被处决。福王时追谥忠毅。遗骨由友人归葬裕州城南。

## 墓葬
吳阿衡墓在今方城县券桥镇姬庄村朱庄西北，現為方城县文物保护单位。2015年有墓志出土。

## 家族
曾祖吴江，湖廣按察司知事。祖父吴一相。父吴弘道（1558年-1624年），字子端，别号心斋，庠生。母胡氏，封孺人。

## 外部連結
- 吳阿衡（页面存档备份，存于） 中研院史語所

| 官衔          | 官衔                           | 官衔          |
| ------------- | ------------------------------ | ------------- |
| 前任： 韓琳   | 明朝淄川縣知縣 1620年—1621年   | 繼任： 李政修 |
| 前任： 黎國器 | 明朝歷城縣知縣 1621年—天啟年間 | 繼任： 郭捍城 |